# Équipe du Kazakhstan de football
Cet article traite de l'équipe masculine. Pour l'équipe féminine, voir Équipe du Kazakhstan féminine de football.
Maillots
L'équipe du Kazakhstan de football est constituée par une sélection des meilleurs joueurs kazakhstanais sous l'égide de la Fédération du Kazakhstan de football. Le Kazakhstan faisait autrefois partie de l'AFC, et est membre de l'UEFA depuis 2002.

## Historique

### Les débuts du Kazakhstan
L’indépendance du Kazakhstan a été proclamée en 1992, après la chute l’Union soviétique. Le premier match de ce nouveau pays a eu lieu le 1er juin 1992, contre une ancienne république fédérée indépendante comme le Kazakhstan, le Turkménistan. Le score se solda par la victoire du Kazakhstan 1 but à 0. La Fédération du Kazakhstan de football (Федерация Казахстана футбола) est fondée une première fois en 1914, puis est refondée en 1994. Elle est affiliée à la FIFA depuis 1994. Le Kazakhstan devient alors membre de la Confédération asiatique de football.

### Le Kazakhstan au sein de la Confédération asiatique de football
Le Kazakhstan, pour ses premières éliminatoires, c’est-à-dire pour la Coupe d'Asie des nations de football 1996 qui avait lieu aux Émirats arabes unis, n’a pas réussi à se qualifier. Le pays, lors des éliminatoires de la Coupe du monde de football organisée en France, enregistra sa plus large victoire de son histoire, contre le Pakistan, le 11 juin 1997, sur le score de 7 buts à 0, lors du premier tour. Mais il fut éliminé au second tour des éliminatoires de la zone Asie, dans le groupe du Japon et de la Corée du Sud (tous les deux qualifiés). Pour les éliminatoires de la Coupe d’Asie des Nations, en 2000, il ne réussit toujours pas à se qualifier. De même pour les éliminatoires de la Coupe du monde 2002. Pendant l’épisode asiatique, le pays ne se qualifia pour aucune compétition.

### Le Kazakhstan au sein de l’UEFA
Le Kazakhstan est membre de l'UEFA, depuis le 25 avril 2002. Il n’a pas pu disputer les qualifications pour le Championnat d'Europe de football, au Portugal. Dans le cadre des éliminatoires de la Coupe du monde 2006, le Kazakhstan connut sa plus large défaite à domicile (et de manière générale plus large défaite jusqu'au 13 novembre 2021 avec une défaite 0-8 en France), le 8 juin 2005, à Almaty (Kazakhstan), contre l’équipe de Turquie. Ce match se solda par une victoire turque 6 buts à 0. Les joueurs kazakhs ont remporté leur première victoire officielle depuis leur affiliation à l'UEFA, le 24 mars 2007, face à la Serbie 2 buts à 1. Ils ont remporté leur première victoire à l'extérieur, contre l'Arménie, le 21 novembre 2007. Leur phase de qualifications pour l'Euro 2008 fut honorable avec 2 victoires dont une contre la Serbie, 4 matchs nuls (dont deux contre la Belgique) et 8 défaites dont une seule par plus de deux buts d'écart au Portugal (0-3).
La décision de quitter la confédération asiatique pour rejoindre l'UEFA s'avèrera totalement infructueuse, puisque le Kazakhstan ne se qualifie pour aucune compétition majeure et termine régulièrement les différentes phases qualificatives aux avant-dernières ou dernières places de poules depuis ce changement de confédération. Ces performances modestes s'expliquent en grande partie par le fait que le niveau footballistique européen est beaucoup plus relevé qu'en Asie. Toutefois les Centrasiatiques réussissent de temps à autre quelques sensations à l'image d'une victoire 3-0 à domicile lors de la première journée des éliminatoires de l'Euro 2021 face à l'Écosse, qui sera ensuite qualifiée pour l'Euro 2021.
Les éliminatoires pour la Coupe du monde 2022 ont vu lu Kazakhstan terminer dernier de leur groupe et connaître leur plus lourd revers (0-8) sur la pelouse de la France, championne du monde en titre, même si les Faucons ont réussi à obtenir 3 points grâce à 2 matchs nuls contre l'Ukraine, 2e du groupe et barragiste (1-1 à l'extérieur à l'aller, 2-2 à domicile au retour), et un résultat de parité sur le terrain de la Bosnie (2-2).
Le Kazakhstan, qui s'est entre-temps maintenu en Ligue C en écartant la Moldavie aux tirs au but en barrages de relégation après une double confrontation disputée, réalise ensuite une Ligue des nations 2022-2023 surprenante en remportant son groupe de Ligue C, avec un bilan de 4 victoires, un nul et une seule défaite (0-3 lors de la dernière journée en Azerbaïdjan alors que les Faucons étaient déjà assurés de terminer leaders de leur poule). Le Kazakhstan a surtout marqué les esprits en battant à deux reprises la Slovaquie (1-0 à l'extérieur à l'aller, 2-1 à domicile au retour), qui était sur le papier le favori du groupe et avait participé aux deux derniers Championnats d'Europe, alors que les Faucons luttaient quelques mois avant pour ne pas descendre dans la dernière ligue. Le Kazakhstan enchaîne ensuite avec un début de campagne qualificative pour l'Euro 2024 sensationnel, en pointant provisoirement à la 2e place de son groupe après 4 journées avec un bilan de 3 victoires et une seule défaite. Le Kazakhstan a notamment réussi deux exploits majuscules, d'abord en renversant à domicile (3-2) le Danemark, demi-finaliste du dernier Euro et présent lors des deux dernières Coupe du monde, en inscrivant les 3 buts dans les 23 dernières minutes de la partie alors que les Dynamites danoises menaient 2-0 au bout de 35 minutes de jeu ; ainsi qu'en s'imposant à l'extérieur contre l'Irlande du Nord (1-0) grâce à un but inscrit en toute fin de match (88e minute). En Ligue des nations comme lors de ce début d'éliminatoires pour l'Euro, le Kazakhstan a su faire preuve de réalisme en contre-attaque et d'une bonne rigueur défensive pour surprendre des adversaires plus forts sur le papier et qui avaient globalement la possession de balle et dominé la rencontre. Le Kazakhstan a poursuivi sur cette lancée avec une nouvelle victoire surprise à l'extérieur sur la Finlande (2-1 après avoir été mené au score) et était en lice pour une qualification directe à l'Euro jusqu'à la dernière journée, mais il s'incline en Slovénie lors du match crucial (1-2). Les Faucons, forts de leur très bon parcours en Ligue des nations, sont éligibles aux barrages et disputeront une demi-finale en voie C à l'extérieur contre la Grèce. Lors de celle-ci, le Kazakhstan concède une lourde défaite (0-5) en encaissant 2 buts dès le premier quart d'heure de jeu et 4 buts en première mi-temps avant d'inscrire un but contre son camp à la 85e minute, entérinant la non-qualification des Centrasiatiques pour une première compétition majeure.

## Palmarès

### Parcours enCoupe du monde
| Année | Position                      |      | Année                         | Position |                       | Année | Position |
| 1930  | Membre de l' Union soviétique | 1974 | Membre de l' Union soviétique | 2010     | Non qualifié          |       |          |
| 1934  | Membre de l' Union soviétique | 1978 | Membre de l' Union soviétique | 2014     | Non qualifié          |       |          |
| 1938  | Membre de l' Union soviétique | 1982 | Membre de l' Union soviétique | 2018     | Non qualifié          |       |          |
| 1950  | Membre de l' Union soviétique | 1986 | Membre de l' Union soviétique | 2022     | Non qualifié          |       |          |
| 1954  | Membre de l' Union soviétique | 1990 | Membre de l' Union soviétique | 2026     | Éliminatoire en cours |       |          |
| 1958  | Membre de l' Union soviétique | 1994 | Non inscrite                  | 2030     | À venir               |       |          |
| 1962  | Membre de l' Union soviétique | 1998 | Non qualifié                  | 2034     | À venir               |       |          |
| 1966  | Membre de l' Union soviétique | 2002 | Non qualifié                  |          |                       |       |          |
| 1970  | Membre de l' Union soviétique | 2006 | Non qualifié                  |          |                       |       |          |

### Parcours enCoupe d'Asie
| Année | Position                      |      | Année                         | Position |                  | Année | Position |
| 1956  | Membre de l' Union soviétique | 1984 | Membre de l' Union soviétique | 2011     | Membre de l'UEFA |       |          |
| 1960  | Membre de l' Union soviétique | 1988 | Membre de l' Union soviétique | 2015     | Membre de l'UEFA |       |          |
| 1964  | Membre de l' Union soviétique | 1992 | Membre de l' Union soviétique | 2019     | Membre de l'UEFA |       |          |
| 1968  | Membre de l' Union soviétique | 1996 | Non qualifié                  | 2023     | Membre de l'UEFA |       |          |
| 1972  | Membre de l' Union soviétique | 2000 | Non qualifié                  | 2027     | Membre de l'UEFA |       |          |
| 1976  | Membre de l' Union soviétique | 2004 | Membre de l'UEFA              |          |                  |       |          |
| 1980  | Membre de l' Union soviétique | 2007 | Membre de l'UEFA              |          |                  |       |          |

### Parcours enChampionnat d'Europe
| Année | Position                      |      | Année                         | Position |              | Année | Position |
| 1960  | Membre de l' Union soviétique | 1988 | Membre de l' Union soviétique | 2016     | Non qualifié |       |          |
| 1964  | Membre de l' Union soviétique | 1992 | Membre de l' Union soviétique | 2020     | Non qualifié |       |          |
| 1968  | Membre de l' Union soviétique | 1996 | Membre de l'AFC               | 2024     | Non qualifié |       |          |
| 1972  | Membre de l' Union soviétique | 2000 | Membre de l'AFC               | 2028     | À venir      |       |          |
| 1976  | Membre de l' Union soviétique | 2004 | Non qualifié                  | 2032     | À venir      |       |          |
| 1980  | Membre de l' Union soviétique | 2008 | Non qualifié                  |          |              |       |          |
| 1984  | Membre de l' Union soviétique | 2012 | Non qualifié                  |          |              |       |          |

### Parcours enLigue des nations de l'UEFA
| Édition   | Ligue | Phase de groupes | Phase de groupes | Phase de groupes | Phase de groupes | Phase de groupes | Phase de groupes | Phase de groupes | Phase finale | Phase finale | Phase finale | Phase finale | Phase finale | Phase finale | Phase finale | Phase finale |
| Édition   | Ligue | Class.           | M                | V                | N                | D                | BP               | BC               | Pays hôte    | Résultat     | M            | V            | N            | D            | BP           | BC           |
| --------- | ----- | ---------------- | ---------------- | ---------------- | ---------------- | ---------------- | ---------------- | ---------------- | ------------ | ------------ | ------------ | ------------ | ------------ | ------------ | ------------ | ------------ |
| 2018-2019 | D     | 2/4              | 6                | 1                | 3                | 2                | 8                | 7                | 2019         | Inéligible   | Inéligible   | Inéligible   | Inéligible   | Inéligible   | Inéligible   | Inéligible   |
| 2020-2021 | C     | 4/4              | 6                | 1                | 1                | 4                | 5                | 9                | 2021         | Inéligible   | Inéligible   | Inéligible   | Inéligible   | Inéligible   | Inéligible   | Inéligible   |
| 2022-2023 | C     | 1/4              | 6                | 4                | 1                | 1                | 8                | 6                | 2023         | Inéligible   | Inéligible   | Inéligible   | Inéligible   | Inéligible   | Inéligible   | Inéligible   |
| 2024-2025 | B     | 4/4              | 6                | 0                | 1                | 5                | 0                | 15               | 2025         | Inéligible   | Inéligible   | Inéligible   | Inéligible   | Inéligible   | Inéligible   | Inéligible   |
| Total     | Total | Total            | 24               | 6                | 6                | 12               | 21               | 37               | Total        | Total        | 0            | 0            | 0            | 0            | 0            | 0            |

### Classement FIFA
| Année              | 1994 | 1995 | 1996 | 1997 | 1998 | 1999 | 2000 | 2001 | 2002 | 2003 | 2004 | 2005 | 2006 | 2007 | 2008 | 2009 | 2010 | 2011 | 2012 | 2013 | 2014 | 2015 | 2016 | 2017 | 2018 | 2019 | 2020 | 2021 | 2022 | 2023 | 2024 |
| ------------------ | ---- | ---- | ---- | ---- | ---- | ---- | ---- | ---- | ---- | ---- | ---- | ---- | ---- | ---- | ---- | ---- | ---- | ---- | ---- | ---- | ---- | ---- | ---- | ---- | ---- | ---- | ---- | ---- | ---- | ---- | ---- |
| Classement mondial | 153  | 163  | 156  | 107  | 102  | 123  | 120  | 98   | 117  | 136  | 147  | 137  | 135  | 112  | 137  | 125  | 138  | 138  | 142  | 128  | 139  | 129  | 98   | 137  | 119  | 118  | 122  | 119  | 115  | 100  | 110  |

## Sélectionneurs
Les sélectionneurs en italique ont assuré l'intérim.
| Sélectionneur                  | Période   | Matchs | Gagnés | Nuls | Perdus | Gagnés % |
| ------------------------------ | --------- | ------ | ------ | ---- | ------ | -------- |
| Baqtîar Baïsseïitov (en)       | 1992      | 7      | 4      | 3    | 0      | 57,14    |
| Baoûyrjan Baïmoukhammedov (en) | 1994      | 4      | 1      | 2    | 1      | 25       |
| Serik Berdaline (ru)           | 1995-1997 | 20     | 6      | 4    | 10     | 30       |
| Sergueï Gorokhovodatski (ru)   | 1998      | 5      | 2      | 1    | 2      | 40       |
| Vaît Talghaïev (en)            | 2000      | 9      | 5      | 0    | 4      | 55,56    |
| Vladimir Fomitchev             | 2000      | 1      | 0      | 0    | 1      | 0        |
| Vakhid Massoudov (en)          | 2001-2002 | 9      | 4      | 4    | 1      | 44,44    |
| Leonid Pakhomov (en)           | 2003-2004 | 9      | 0      | 2    | 7      | 0        |
| Sergueï Timofeïev              | 2004-2005 | 13     | 0      | 1    | 12     | 0        |
| Arno Pijpers                   | 2006-2008 | 36     | 7      | 11   | 18     | 19,44    |
| Bernd Storck                   | 2008-2010 | 9      | 2      | 0    | 7      | 22,22    |
| Miroslav Beránek               | 2011-2013 | 24     | 5      | 6    | 13     | 20,83    |
| Iouri Krasnojan                | 2014-2015 | 11     | 2      | 4    | 5      | 18,18    |
| Talghat Baïssoûfînov (en)      | 2016-2017 | 8      | 2      | 3    | 3      | 25       |
| Alexandre Borodiouk            | 2017-2018 | 7      | 0      | 1    | 6      | 0        |
| Stanimir Stoilov               | 2018      | 9      | 3      | 3    | 3      | 33,33    |
| Michal Bílek                   | 2019-     | 18     | 5      | 3    | 10     | 27,78    |
| Talghat Baïssoûfînov (en)      | 2020-2022 | 10     | 1      | 3    | 6      | 10       |
| Andrei Karpovich               | 2022      | 2      | 1      | 0    | 1      | 50       |
| Magomed Adiyev (en)            | 2022-2024 | 21     | 11     | 1    | 9      | 52,38    |
| Ruslan Baltiev                 | 2024      | 2      | 0      | 0    | 2      | 0        |
| Stanislav Tchertchessov        | 2024-2025 | 6      | 0      | 1    | 5      | 0        |
| Ali Aliyev (en)                | 2025-     | 6      | 2      | 0    | 4      | 33,33    |